# The Wolf of Wall Street (2013)

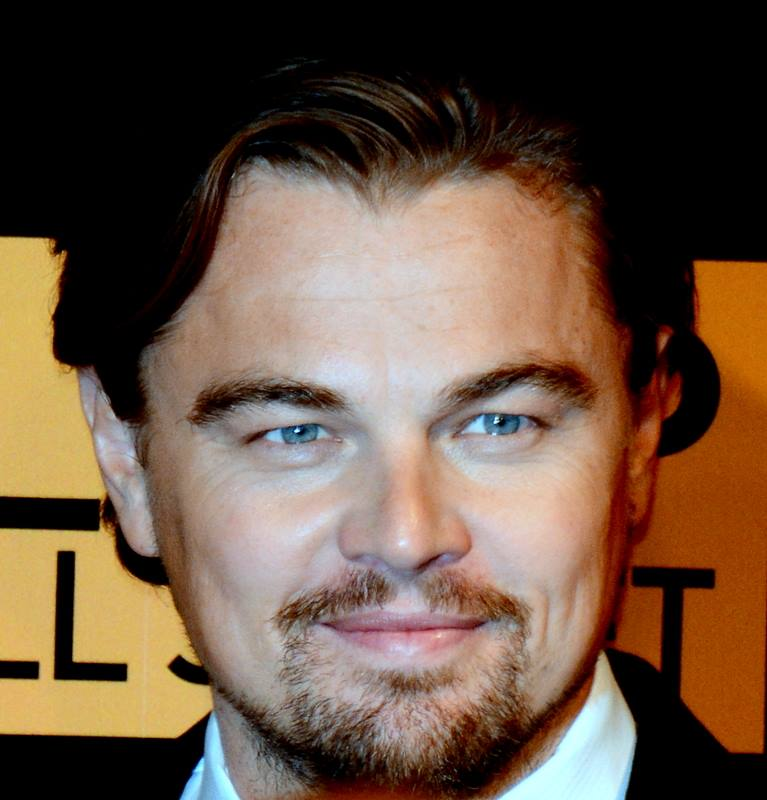
DiCaprio bei der Frankreich-Premiere des Films in Paris

The Wolf of Wall Street ist eine US-amerikanische Filmbiografie aus dem Jahr 2013 mit Leonardo DiCaprio, Jonah Hill und Margot Robbie in den Hauptrollen. Die Regie führte Martin Scorsese. Der Film basiert auf dem gleichnamigen Bestseller des Börsenmaklers Jordan Belfort.
Der Film feierte seine Premiere am 17. Dezember 2013 in New York City. In den Vereinigten Staaten startete er am 25. Dezember 2013, im deutschsprachigen Raum lief er am 16. Januar 2014 an.

## Handlung
Ein Werbeclip der Aktienhandelsfirma Stratton Oakmont zeigt Werte wie Integrität, Seriosität und Stabilität. Die Realität sieht jedoch anders aus: Im Büro wird eine ausgelassene Party mit Zwergenwerfen veranstaltet. In einer Rückblende erinnert sich Jordan Belfort, der aus einfachen Verhältnissen stammt, an seine Karriere. Der junge und ehrgeizige Belfort beginnt Mitte der 1980er Jahre in New York im Traditionsbankhaus „L.F. Rothschild“ als Telefon-Akquisiteur für die Wall Street-Börsenmakler der Firma. Er wird vom exzentrischen Mark Hanna unter die Fittiche genommen. Dieser klärt ihn darüber auf, dass es nicht um das Wohl der Klienten gehe, sondern vor allem darum, über Provisionen selbst schnell reich zu werden. Außerdem führt Hanna ihn in die Welt der Drogen und der Prostitution an der Wall Street ein.
Sechs Monate später erhält Belfort nach bestandenem Examen seine Maklerlizenz und darf von nun an eigenständig arbeiten. Doch ausgerechnet an diesem Tag im Jahr 1987, der später als Schwarzer Montag bekannt wird, findet der größte Börsenzusammenbruch seit der Weltwirtschaftskrise 1929 statt. Belfort verliert seinen Job, da Rothschild schließen muss. Während eines Vorstellungsgesprächs bei einem kleinen, schäbigen Börsenmakler-Unternehmen wird er auf den nahezu unregulierten Markt der Pennystocks aufmerksam. Für diese erhalten die Makler sehr hohe Provisionen von bis zu 50 Prozent. Belfort heuert bei dem Unternehmen an und hat dank seines Verkaufstalents bald ein sehr gutes Einkommen.
Donnie Azoff, der im gleichen Wohnblock wohnt, wird wegen Belforts Jaguar E-Type auf dessen neuen Reichtum aufmerksam und bietet an, seinen Job als Verkäufer zu kündigen und für Belfort zu arbeiten. Gemeinsam mit Azoff und dessen Freunden gründet Belfort das Unternehmen „Stratton Oakmont“, das im außerbörslichen Handel tätig ist. Während sie anfänglich die Pennystocks an Menschen der Arbeiterschicht verkaufen, schwenken sie bald auf wohlhabende Menschen als Zielgruppe um. Diese müssen zunächst über Blue Chips geködert werden, bevor sie bereit sind, in die risikoreicheren Pennystocks zu investieren. Brad Bodnick, ein mit Azoff befreundeter Drogendealer, fungiert als Strohmann, der durch Kauf und Wiederverkauf von Aktien deren Preis hochtreibt und den Gewinn an Belfort zurückfließen lässt. Belfort schult seine Broker in Verkaufstaktik, und die Gewinne von Stratton Oakmont sind enorm. Belfort macht bald unter dem Spitznamen „Der Wolf der Wall Street“ auf sich aufmerksam, den er von einer Journalistin in einem Artikel des Forbes-Magazins bekommt. Er hasst den Namen anfangs, jedoch bewerben sich junge Börsenmakler aufgrund des Artikels in Massen bei ihm. Belfort und seine Mitarbeiter, die ihren charismatischen Chef wie einen religiösen Führer verehren, feiern ihre Erfolge mit einem hemmungslosen Lebensstil – selbst im Büro konsumieren sie Drogen und feiern wilde Partys mit Prostituierten.
Auf einer Party in seinem Haus in den Hamptons lernt Jordan Belfort die attraktive Naomi Lapaglia kennen. Er beginnt eine Affäre mit ihr und wird von seiner Frau Teresa erwischt. Ein paar Tage später reicht Belfort die Scheidung ein, woraufhin Naomi bei Belfort einzieht und ihn später heiratet. Seinen zwei Millionen Dollar teuren Junggesellenabschied feiert er mit seinen Mitarbeitern und mit Prostituierten in Las Vegas. Zur Hochzeit schenkt er Naomi eine Yacht, die ihren Namen trägt.
Zur Umsatzsteigerung verlässt Stratton Oakmont immer öfter den Pfad des Legalen. Gleichzeitig wird Belforts Drogensucht immer mehr zum Problem. Er kommt im Drogenrausch zur Arbeit, hält selten wichtige Verhandlungen im nüchternen Zustand und muss seine Tabletten schließlich systematisch einnehmen, um regelmäßig schlafen zu können. Er lässt seine Broker nach dem Pump-and-Dump-Prinzip verfahren – sie treffen wahrheitswidrige Aussagen über Aktien, die sehr geringen Wert haben und an denen das eigene Unternehmen eine Mehrheit hält. So organisiert das Unternehmen den Börsengang des Schuhdesigners Madden, obwohl Stratton Oakmont selbst 85 Prozent der Aktien hält. Das FBI wird auf Belfort aufmerksam und nimmt in Person von Agent Denham die Ermittlungen auf. Belforts Versuch, Denham zu bestechen, schlägt fehl. Koskoff, der aus Studienzeiten den Schweizer Bankier Saurel kennt, schlägt vor, ihr Vermögen in dessen Bank zu verwahren. Daraufhin lassen sie mehrere Millionen Bargeld von Bodnicks Frau Chantalle, die einen Schweizer Pass hat, und ihren Angehörigen in die Schweiz schmuggeln. Damit keine Verbindung zu ihnen nachverfolgt werden kann, überträgt Belfort die Vollmacht für das Vermögen an Naomis Tante Emma, die in London lebt.
Eines Nachmittags trifft Azoff sich mit Bodnick, um ihm erneut Geld zu übergeben, das Chantalle in die Schweiz schmuggeln soll. Doch Azoff provoziert Bodnick so sehr, dass beide einem vorbeifahrenden Polizeiauto auffallen. Bodnick wird verhaftet, Azoff kann unerkannt wegfahren. Abends trifft er sich mit Belfort zum „Feiern“ in dessen Haus. Sie schlucken mehrere Lemmon-714-Tabletten, die angeblich viel stärker als die bisher benutzten wirken, jedoch zunächst keine Wirkung zeigen. Dann ruft Belforts Privatdetektiv Bo Dietl an, der die Aktionen der FBI-Agenten überwachen soll, und teilt ihm mit, dass seine Telefone abgehört werden. Belfort fährt zu seinem Clubhaus, um Dietl von dort per Münztelefon zurückzurufen, als die Wirkung der Drogen einsetzt und Belfort völlig die Kontrolle verliert. Er schleppt sich zu seinem Auto, wo er einen Anruf von Naomi erhält und erfährt, dass Azoff über die angezapften Telefone sensible Informationen preisgibt. Auf der Heimfahrt zerstört er, ohne es wahrzunehmen, durch zahlreiche Karambolagen parkende Autos und seinen weißen Lamborghini Countach. Zuhause schafft er es letztendlich, Azoff das Telefon zu entreißen und ihm anschließend das Leben zu retten, als dieser im Drogenrausch zwei ganze Schinkenröllchen verschlingt und beinahe daran erstickt.
Belforts Anwälte und sein Vater Max raten ihm, einen Deal mit den Behörden einzugehen und als Geschäftsführer von Stratton Oakmont zurückzutreten, doch das kann Belfort nicht mit seinem Ego vereinbaren. In einer emotionalen Rede an seine Mitarbeiter zeigt er sich kämpferisch und diese feiern ihn frenetisch. Er flieht aus den Vereinigten Staaten und leitet das Unternehmen von der Yacht Naomi im Mittelmeer aus.
Als Naomis Tante Emma überraschend verstirbt, befiehlt Belfort trotz einer Schlechtwettervorhersage seinem Kapitän, Kurs auf Monaco zu nehmen, um fristgerecht in Genf die Papiere für die Übertragung der Millionen an ihn unterzeichnen zu können. Die Naomi geht jedoch im Sturm vor der italienischen Küste unter, die Passagiere und die Besatzung können von der italienischen Küstenwache gerettet werden.
Zurück in den USA wird Belfort verhaftet und für die Dauer der Untersuchungen mittels elektronischer Fußfessel unter Hausarrest gestellt. Außerdem macht er einen Drogenentzug. Als Naomi die Scheidung ankündigt und das Sorgerecht für die gemeinsame Tochter verlangt, dreht er durch, schnupft Kokain, das er noch im Haus versteckt hat, schlägt Naomi und versucht vergeblich, mit der Tochter zu fliehen.
Um einer längeren Freiheitsstrafe zu entgehen, stimmt er zu, mit den Behörden zu kooperieren und seine Freunde zu verraten. Er wird mit einem Aufnahmegerät verkabelt und soll Azoff belastende Aussagen entlocken. Heimlich warnt er Azoff mit einer Notiz. Kurze Zeit darauf erscheint Agent Denham bei Belfort. Diesem wird bewusst, dass Azoff ihn verraten hat. Belfort wird vor Gericht gestellt, da er die Vereinbarung nicht eingehalten hat, und kooperiert diesmal. Stratton Oakmont wird geschlossen, das Vermögen wird konfisziert und alle, die mit den illegalen Machenschaften in Verbindung gebracht werden können, werden verhaftet.
Nach der Entlassung aus dem Gefängnis wird Belfort Motivations- und Verkaufstrainer.

## Hintergrund
An der Realisierung des Films waren die Filmproduktionsgesellschaften Red Granite Pictures, Sikelia Productions, Appian Way Productions und EMJAG Productions beteiligt.
Der Film wurde vom 25. August 2012 bis 12. Januar 2013 unter anderem in New York City mit einem geschätzten Filmbudget von 100 Millionen US-Dollar gedreht. Mit Rob Reiner, Jon Favreau und Spike Jonze traten insgesamt drei eher als Regisseure bekannte Filmschaffende in Nebenrollen auf. Jordan Belfort hat in der Schlussszene des Films einen Cameo-Auftritt als Moderator bei einem Motivationstraining. Bo Dietl spielt sich in dem Film selbst.
Der Kinostart in den Vereinigten Staaten fand am 25. Dezember 2013 statt. In Deutschland kam der Film am 16. Januar 2014 in die Kinos. Er stieg in der ersten Woche auf Platz 1 der deutschen Kinocharts ein und hielt diese Position auch in der Folgewoche. Der Film erreichte am Startwochenende mehr als 1.000 Besucher pro Kopie und dann innerhalb von zehn Tagen mehr als eine Million Besucher, wodurch er sich in zwei Kategorien für den Bogey Award qualifizierte. Am 30. Mai 2014 veröffentlichte Universal Pictures den Film auf DVD und Blu-ray Disc mit einer FSK-16-Freigabe.
Der US-amerikanische Anwalt Andrew Greene verklagte Paramount Pictures im Februar 2014 auf 25 Millionen US-Dollar und verlangte gleichzeitig den sofortigen Stopp des Films. Der Grund dafür war, dass er sich im Film als Nicky Koskoff, gespielt von P. J. Byrne, falsch dargestellt sah und man sich dort ständig über sein Toupet, das er auch im echten Leben trägt, lustig machte.
Im Frühjahr 2016 tauchten Indizien auf, dass die Finanzierung von The Wolf of Wall Street zu einem großen Teil aus dem malaysischen Staatsfonds 1Malaysia Development Berhad abgezweigt wurde. Im Zentrum des vermutlichen Betrugs um den Staatsfonds steht Premier Najib Razak, der zugleich auch den Fonds präsidiert. Ermittler wiesen nach, dass Hunderte Millionen Dollar aus dem Fonds auf seine persönlichen Bankkonten umgeleitet wurden. 1MDB gab 2012 in zwei Tranchen Obligationen heraus, um in Malaysia in Kraftwerke investieren zu können. Ein Arm eines Staatsfonds aus Abu Dhabi, die Aabar Investment PJS, bürgte für die Rückzahlung des aufgenommenen Geldes. Im Gegenzug sollte 1MDB 1,4 Milliarden Dollar an Aabar zahlen. Diese Summe floss allerdings nicht nach Abu Dhabi, sondern an eine Offshore-Firma auf den Britischen Jungferninseln mit ähnlichem Namen: Aabar Investments PJS Ltd. Von dort ist das Geld an verschiedene Empfänger weitergeleitet worden, davon zirka 150 Millionen Dollar an die Produktionsfirma Red Granite, die einen Teils dieses Geldes vermutlich in The Wolf of Wall Street investiert hat.

## Deutsche Synchronfassung
Die deutsche Synchronbearbeitung entstand bei Interopa Film in Berlin. Das Dialogbuch verfassten Klaus Bickert und Clemens Frohmann, wobei letztgenannter zugleich die Synchronregie führte.
| Darsteller          | Deutscher Sprecher       | Rolle                      |
| ------------------- | ------------------------ | -------------------------- |
| Leonardo DiCaprio   | Gerrit Schmidt-Foß       | Jordan Belfort             |
| Jonah Hill          | Tobias Müller            | Donnie Azoff               |
| Margot Robbie       | Anne Helm                | Naomi Lapaglia             |
| Matthew McConaughey | Benjamin Völz            | Mark Hanna                 |
| Kyle Chandler       | Thomas Nero Wolff        | FBI-Agent Patrick Denham   |
| Rob Reiner          | Roland Hemmo             | Max Belford                |
| Jon Bernthal        | Martin Kautz             | Brad Bodnick               |
| Jon Favreau         | Detlef Bierstedt         | Manny Riskin               |
| Jean Dujardin       | Patrice Luc Doumeyrou    | Jean Jacques Saurel        |
| Joanna Lumley       | Kerstin Sanders-Dornseif | Tante Emma                 |
| Cristin Milioti     | Marie Bierstedt          | Teresa Petrillo            |
| Shea Whigham        | Wolfgang Wagner          | Kapitän Ted Beecham        |
| Katarina Čas        | Katharina Spiering       | Chantalle                  |
| P. J. Byrne         | Tobias Nath              | Nicky Koskoff              |
| Kenneth Choi        | Tobias Lelle             | Chester Ming               |
| Brian Sacca         | Peter Lontzek            | Robbie Feinberg            |
| Henry Zebrowski     | Jesco Wirthgen           | Alden Kupferberg           |
| Ethan Suplee        | Oliver Stritzel          | Toby Welch                 |
| Jake Hoffman        | Asad Schwarz             | Steve Madden               |
| MacKenzie Meehan    | Nicole Hannak            | Hildy Azoff                |
| Bo Dietl            | Dieter Memel             | Bo Dietl                   |
| Jon Spinogatti      | Christian Gaul           | Butler Nicholas            |
| Aya Cash            | Anja Stadlober           | Jordans Assistentin Janet  |
| Stephanie Kurtzuba  | Maud Ackermann           | Kimmie Belzer              |
| J. C. MacKenzie     | Rainer Doering           | Lucas Solomon              |
| Stephen Kunken      | Viktor Neumann           | Jerry Fogel                |
| Jordan Belfort      | Nicolas Böll             | Moderator Verkaufstraining |
| Johnnie Mae         | Martina Treger           | Haushälterin Violet        |
| Christina Jeffs     | Svantje Wascher          | Venice                     |
| Aaron Lazar         | Sven Gerhardt            | Blair Hollingsworth        |
| Spike Jonze         | Rainer Fritzsche         | Dwayne                     |
| Christine Ebersole  | Eva-Maria Werth          | Leah Belfort               |
| Robert Clohessy     | Frank Muth               | Anwalt Nolan Drager        |
| Matte Osian         | François Smesny          | Schweizer Grenzbeamter     |
| Steve Routman       | Gunnar Helm              | SEC-Anwalt                 |
| Danny Flaherty      | Julian Tennstedt         | Zip                        |
|                     | Matthias Klages          | Anrufer Kevin              |

## Kritiken
Der Film erhielt überwiegend positive Kritiken. So hält der Film bei Rotten Tomatoes eine Durchschnittswertung von 79 %, basierend auf 277 Kritiken.
Bei Metacritic liegt die Durchschnittswertung bei 75 %, basierend auf 47 Kritiken.

„Der Regisseur Scorsese unterstützt hier die Haltung seines Publikums, Politik zu verachten und an Handlungsmöglichkeiten nicht zu glauben, er verzichtet auf Empörung zugunsten des Zynismus. Scorsese entpuppt sich hier mindestens als Fatalist, vielleicht sogar als Nihilist, einer, der die Einsicht, dass am Ende alles im Auge des Betrachters liegt, in ein Argument wendet, die eigene Position ambivalent zu halten.“

„Hinter den grellen Bildern steckt auch eine Meditation über die Verführbarkeit der Menschen. Immer wieder manövriert Scorsese seinen Film in Zonen des erzählerischen Stillstands, gerade so, als handle es sich dabei um das windstille Zentrum eines tosenden Orkans: Belfort wendet sich in ausufernden Ansprachen im Stil eines Predigers an seine Leute, um sie zu Höchstleistungen zu pushen. Mit was für einem Feingespür für emotionale Trigger er seine Leute zum Äußersten anstachelt, mit welcher Selbstverständlichkeit er hier dem Sozialchauvinismus das Wort redet und dabei fast auch noch das Kinopublikum auf seine Seite zieht, kurz: mit welchem Erfolg dieser Belfort selbst noch größte Gemeinheiten mit einem Lächeln verkauft, macht The Wolf of Wall Street schließlich zu einem, wenn auch großartigen, Horrorfilm unserer Zeit.“

„[…] Kritiker-Fazit: The Wolf of Wall Street ist Martin Scorseses bester Film seit seinem Mafia-Klassiker Casino aus dem Jahre 1995. Der rasant geschnittene und vor schlechtem Geschmack und purem Wahnsinn nur so strotzende Dreistundenfilm zeigt, dass auch Alter nicht unbedingt vor ungeahnten Kreativitätsschüben schützt.“

„Scorseses Film ist weder Moritat noch Lehrstück. Wenn sich eine These aus The Wolf of Wall Street gewinnen lässt, dann die, dass Geld vulgär und gewöhnlich macht und mithin das Gegenteil von Raffinement und Kultur bedeutet.“

## Auszeichnungen
Oscarverleihung 2014
- Nominierung in der Kategorie Bester Film für Martin Scorsese, Leonardo DiCaprio, Joey McFarland, Emma Tillinger Koskoff
- Nominierung in der Kategorie Bester Hauptdarsteller für Leonardo DiCaprio
- Nominierung in der Kategorie Bester Nebendarsteller für Jonah Hill
- Nominierung in der Kategorie Beste Regie für Martin Scorsese
- Nominierung in der Kategorie Bestes adaptiertes Drehbuch für Terence Winter

British Academy Film Awards 2014
- Nominierung in der Kategorie Beste Regie für Martin Scorsese
- Nominierung in der Kategorie Bester Hauptdarsteller für Leonardo DiCaprio
- Nominierung in der Kategorie Bestes adaptiertes Drehbuch für Terence Winter
- Nominierung in der Kategorie Bester Schnitt für Thelma Schoonmaker

Golden Globe Awards 2014
- Nominierung in der Kategorie Bester Film – Komödie/Musical
- Auszeichnung in der Kategorie Bester Hauptdarsteller – Komödie/Musical für Leonardo DiCaprio

Satellite Award
- Nominierung in der Kategorie Bester Film – Drama
- Nominierung in der Kategorie Beste Regie für Martin Scorsese
- Nominierung in der Kategorie Bester Hauptdarsteller – Drama für Leonardo DiCaprio
- Nominierung in der Kategorie Bestes adaptiertes Drehbuch für Terence Winter
- Nominierung in der Kategorie Bester Filmschnitt für Thelma Schoonmaker

Detroit Film Critics Society
- Nominierung in der Kategorie Bester Film für Martin Scorsese
- Nominierung in der Kategorie Bester Hauptdarsteller für Leonardo DiCaprio
- Nominierung in der Kategorie Bestes Schauspielensemble
- Nominierung in der Kategorie Bestes Drehbuch für Terence Winter

Chicago Film Critics Association
- Nominierung in der Kategorie Bestes adaptiertes Drehbuch für Terence Winter
- Nominierung in der Kategorie Bester Schnitt für Thelma Schoonmaker

Boston Society of Film Critics
- Nominierung in der Kategorie Bester Film
- Nominierung in der Kategorie Beste Regie für Martin Scorsese
- Nominierung in der Kategorie Bester Hauptdarsteller für Leonardo DiCaprio
- Nominierung in der Kategorie Bestes Drehbuch für Terence Winter
- Nominierung in der Kategorie Bester Filmschnitt für Thelma Schoonmaker

AACTA International Awards 2014
- Nominierung in der Kategorie Bester Hauptdarsteller für Leonardo DiCaprio

Critics’ Choice Movie Awards 2014
- Nominierung in der Kategorie Bester Film
- Nominierung in der Kategorie Bestes Schauspielensemble
- Nominierung in der Kategorie Beste Regie für Martin Scorsese
- Nominierung in der Kategorie Bestes adaptiertes Drehbuch für Terence Winter
- Nominierung in der Kategorie Bester Schnitt für Thelma Schoonmaker
- Auszeichnung in der Kategorie Bester Schauspieler in einer Komödie für Leonardo DiCaprio

American Film Institute
- Auszeichnung in der Kategorie Top Ten Film des Jahres

Directors Guild of America Award
- Nominierung in der Kategorie Beste Regie für Martin Scorsese

National Board of Review
- Nominierung in der Kategorie Bestes adaptiertes Drehbuch für Terence Winter
- Auszeichnung in der Kategorie Top Ten Filme

Palm Springs International Film Festival
- Auszeichnung in der Kategorie Bester Nebendarsteller für Jonah Hill

2016 belegte The Wolf of Wall Street bei einer Umfrage der BBC zu den 100 bedeutendsten Filmen des 21. Jahrhunderts den 78. Platz.